# シリー諸島スカイバス

シリー諸島スカイバス（英語: Isles of Scilly Skybus）は、コーンウォールのランズ・エンド空港とニューキー空港からシリー諸島への年間定期便と、エクセターからの季節限定便を運航する英国の航空会社。本社は、コーンウォールのペンザンスにあるアイルズオブシリートラベルセンターにある。 
シリー諸島スカイバス会社は、英国民間航空局のタイプB営業免許を保持しており、20席未満または重量10トン未満の航空機で乗客、貨物、郵便物を運ぶことが許可されている
。
航空会社はシリー諸島蒸気船会社（英語: Isles of Scilly Steamship Company）が所有。同社は、独自の名前でシリー諸島への配送サービスを運営しており、WestwardAirwaysも所有している。